# 簑原悠太朗
簑原 悠太朗（みのはら ゆうたろう、1990年（平成2年）5月1日 - ）は、日本の政治家、経産官僚。福岡県八女市長（1期）。

## 来歴
福岡県大野城市生まれ。保育園時代に家族とともに八女郡星野村（現・八女市）に移住する。その後、久留米大学附設中学校、久留米大学附設高校を経て、2015年北海道大学獣医学部を卒業する。卒業後は経済産業省に入り、経済産業政策局企業行動課、資源エネルギー庁電力ガス事業部原子力政策課係長、産業技術環境局総務課課長補佐、カーボンニュートラル実行計画企画推進室室長補佐、内閣官房新型コロナウイルス感染症等対策推進室参事官補佐を務める。2022年、行政官長期在外研究員制度を利用して、オランダのワーゲニンゲン大学に留学、2024年同大学大学院を卒業し、地域政策専攻、科学修士号を取得する。同年帰国し、大臣官房秘書課となる。2024年6月、経済産業省を退職し、11月の八女市長選挙に、出馬することを表明した。
11月の市長選挙は自民党推薦の元八女市副市長との一騎打ちとなったが、6,600票余の差で初当選した。
※当日有権者数：49,987人 最終投票率：55.66%（前回比：-2.93pts）
| 候補者名   | 年齢 | 所属党派 | 新旧別 | 得票数   | 得票率 | 推薦・支持 |
| ---------- | ---- | -------- | ------ | -------- | ------ | ---------- |
| 箕原悠太朗 | 34   | 無所属   | 新     | 17,164票 | 62.05% |            |
| 松尾一秋   | 64   | 無所属   | 新     | 10,496票 | 37.95% | 自民       |